# Długi Parlament
Długi Parlament – okres obrad angielskiego parlamentu zwołanego przez króla Karola I w 1640, zakończony w 1653 po bitwie pod Worcester, formalnie rozwiązany w 1660.
Długi Parlament uchwalił szereg ustaw, które ograniczyły władzę króla:
1. ustawa z 15 lutego 1641 – o zapobieżeniu niedogodnościom wynikającym z długich przerw parlamentarnych, tzw. ustawa o trzechleciu,
2. ustawa z 11 maja 1641 – ograniczająca możliwość rozwiązania i odroczenia parlamentu,
3. ustawa z 5 lipca 1641 – o zniesieniu Sądu Izby Gwiaździstej i odpowiednich sądów terenowych,
4. ustawa z 5 lipca 1641 – o zniesieniu Sądu Wysokiej Komisji,
5. ustawa z 22 listopada 1641 – Wielka Remonstracja,
6. ustawa z 13 lutego 1642 – pozbawiała duchownych prawa zasiadania w Parlamencie i w Tajnej Radzie oraz pełnienia innych godności świeckich,
7. dziewiętnaście propozycji z czerwca 1642,
8. ordonans o rezygnacji (Self-denying Ordinance) z 3 kwietnia 1645.

Wszystkie te zmiany były kompromisem króla wobec uprawnień Parlamentu.